# Koritna (Dubrava)
Koritna je selo koje se nalazi sjeverozapadno od Dubrave. 

## Povijest
Spominje se kao posjed zagrebačkog biskupa 1492., 1498., 1503. i 1520. godine. Za turskih provala selo je nestalo. Od 1598. do 1618. g. naseljavaju se iz vojne krajine doseljenici, a potkraj XIX. stoljeća iz Zagorja i Moravske doseljavaju se novi stanovnici.
U centru sela je kapela Svetog Florijana.

## Stanovništvo
| broj stanovnika | 122   | 137   | 97    | 180   | 206   | 224   | 222   | 247   | 263   | 242   | 222   | 208   | 176   | 175   | 204   | 182   | 160   |
|                 | 1857. | 1869. | 1880. | 1890. | 1900. | 1910. | 1921. | 1931. | 1948. | 1953. | 1961. | 1971. | 1981. | 1991. | 2001. | 2011. | 2021. |